# Ariadne luzonia
Ariadne luzonia är en fjärilsart som beskrevs av Felder 1867. Ariadne luzonia ingår i släktet Ariadne och familjen praktfjärilar. Inga underarter finns listade i Catalogue of Life.